# カムムアン県
カムムアン県(カムムアンけん、ラーオ文字: ຄໍາມ່ວນ) はラオス・中部の県の一つ。カムアン県と記載されるケースが多い。仏領インドシナ時代の建築物が建ち並び、東部の石灰岩の山岳地域には数多くの鍾乳洞など、観光資源に富み、また近年はセメント工場や水力発電所の建設が進む。

## 行政区分
12-01 ターケーク郡 ເມືອງທ່າແຂກ
12-02 マハーサイ郡ເມືອງມະຫາໄຊ
12-03 ノーンボック郡ເມືອງໜອງບົກ
12-04 ヒンブーン郡ເມືອງຫີນບູນ
12-05 ニョムマラート郡 ເມືອງຍົມມະລາດ
12-06 ブアラパー郡ເມືອງບົວລະພາ
12-07 ナーカーイ郡ເມືອງນາກາຍ
12-08 セーバンファイ郡ເມືອງເຊບັ້ງໄຟ
12-09 サイブアトーン郡ເມືອງໄຊບົວທອງ
12-10 クンカム郡ເມືອງຄູນຄຳ

## 交通
- 1920年代に企画され途中まで建設して1930年代に断念したムジア峠（英語版）を通るターケーク・タンアップ鉄道（英語版）（ベトナムクアンビン省タンアップ駅（英語版） - ターケーク）が、2007年に計画を再開して南北線と接続し南シナ海にアクセスする構想が持ち上がり、ASEANの提案でヴィエンチャンまでさらに延伸することになった。

- ターケークにメコン川対岸のタイ王国ナコーンパノムに渡る船が出ている。ただし、タイやラオス人以外の旅行者は利用出来ない。
- ターケーク郊外に第3タイ・ラオス友好橋が2011年11月11日開通している。

## 出身者
- ソムバット・ソムポーン - 社会運動家